# Sadanga
Sadanga is een gemeente in de Filipijnse provincie Mountain Province op het eiland Luzon. Bij de laatste census in 2007 had de gemeente bijna 10 duizend inwoners.

## Geografie

### Bestuurlijke indeling
Sadanga is onderverdeeld in de volgende 8 barangays:
- Anabel
- Belwang
- Betwagan
- Bekigan
- Poblacion
- Sacasacan
- Saclit
- Demang

## Demografie
Sadanga had bij de census van 2007 een inwoneraantal van 9.706 mensen. Dit zijn 1.110 mensen (12,9%) meer dan bij de vorige census van 2000. De gemiddelde jaarlijkse groei komt daarmee uit op 1,69%, hetgeen lager is dan het landelijk jaarlijks gemiddelde over deze periode (2,04%). Vergeleken met de census van 1995 is het aantal mensen met 1.333 (15,9%) toegenomen.

De bevolkingsdichtheid van Sadanga was ten tijde van de laatste census, met 9.706 inwoners op 83 km², 116,9 mensen per km².